# Puviraja Pandaram
Puviraja Pandaram (tàmil புவிராஜ பண்டாரம்) (mort 1591) fou un rei de la dinastia Aryacakravarti va governar el regne de Jaffna durant un període de caos durant i després de la mort del seu pare Cankili I el 1565. Esdevingui rei de fet el 1561 després d'una revolta local contra Cankili I. Tot i que va exercir el poder efectiu, Cankili va restar com a rei nominal fins a la seva mort el 1565. Després que Cankili va morir, Puviraja Pandaram es va proclamar rei però fou enderrocat en front de Kasi Nayinar Pararacacekaran i Periyapillai. Després de la mort o abdicació de Periyapillai el 1581, Puviraja Pandarm va ser nomenat rei per segon cop.
Durant el seu segon període va intentar agafar el control de les pesqueries de perles de Mannar als portuguesos atacant el fort per mar i terra. Va ser derrotat en ambdós intents.
Després de l'ocupació de Kandy (Senkadagala) per Raja Sinha I de Sitawaka (1581), Puviraja Pandaram va donar refugi i protecció al únic membre supervivent de la família reial de Kandy, la Princesa Kusumasana filla del rei Karaliyadda, qui algun temps després, ja en territori portuguès, va ser batejada com Dona Catherina.
Finalment Puviraja Pandaram va ser mort en una batalla durant la segona expedició portuguesa contra el regne de Jaffna dirigida per André Furtado de Mendonça el 1591. El va succeir el seu fill Ethirimana Cinkam.